# مؤنس أمين
مؤنس ج أمين ( الاسم بالكامل بالعربية: أحمد مؤنس أمين) (مواليد 1955 م) أستاذ ومهندس مصري أمريكي. تولى منصب مدير مركز الاتصالات المتقدمة. وهو أستاذ في قسم الهندسة الكهربائية وهندسة الحاسبات في جامعة فيلانوفا.

## روابط خارجية
- قسم الهندسة الكهربائية وهندسة الحاسبات بجامعة فيلانوفا
- مؤنس أمين منشورات مفهرسة من قبل جوجل سكولار